# Mitra Mitrović
Mitra Mitrović, född 1912, död 2001, var en serbiska politiker. 
Hon blev 1945 den första kvinnan att väljas in i parlamentet, och den första kvinnliga ministern. 